# LDE – Moldau bis Mulde
Die MOLDAU bis MULDE waren Schlepptenderlokomotiven der Leipzig-Dresdner Eisenbahn-Compagnie für den gemischten Dienst.

## Geschichte
Bereits in den Jahren 1866 und 1868 hatte die Leipzig-Dresdner Eisenbahn Lokomotiven der Bauart 1B n2 von der Maschinenfabrik Esslingen beschafft. Die neun Lokomotiven von 1874/75 unterschieden sich vor allem durch den modernen Crampton-Kessel und die innere Allan-Steuerung von der älteren Serie.
Bei der LDE trugen die Lokomotiven nur Namen, Betriebsnummern oder eine Gattungsbezeichnung gab es nicht. Bei der Übernahme durch die Königlich Sächsischen Staatseisenbahnen ab 1876 bekamen die meisten neue Namen, um Doppelungen zu vermeiden. Zusätzlich erhielten sie die Betriebsnummern 604 bis 612 und wurden als Gattung K III geführt.
1885 änderte man die Gattungsbezeichnung in K II und vergab 1892 die neuen Betriebsnummern 696 bis 704. Ab 1896 lautete die Gattungsbezeichnung nur noch II. Ab 1900 wurden die Betriebsnummern um 2000 erhöht und die Namensschilder entfielen.
Ab 1904 wurden die ersten Lokomotiven ausgemustert. Einige gelangten 1920 noch in den Bestand der neu gegründeten Deutschen Reichsbahn. Im vorläufigen Umzeichnungsplan waren für zwei Lokomotiven noch die neuen Betriebsnummern 98 7301 und 7302 vorgesehen, umgezeichnet wurde jedoch keine mehr.
1923 schied mit der ehemaligen MOLDAU die letzte Lokomotive aus dem Betriebsbestand aus.

## Lokomotivliste
| Lokomotivliste | Lokomotivliste | Lokomotivliste | Lokomotivliste | Lokomotivliste | Lokomotivliste | Lokomotivliste | Lokomotivliste | Lokomotivliste |
| -------------- | -------------- | -------------- | -------------- | -------------- | -------------- | -------------- | -------------- | -------------- |
| Name           | Fabrik-Nr.     | Baujahr        | Nr. (1876)     | Name (1876)    | Nr. (1892)     | Nr. (1900)     | Ausmusterung   |                |
| MOLDAU         | 1336           | 1874           | 604            | MOLDAU         | 696            | 2692           | 1923           |                |
| EGER           | 1337           | 1874           | 605            | RUHLAND        | 697            | 2697           | 1911           |                |
| KOHLFURT       | 1338           | 1874           | 606            | KOHLFURT       | 698            | 2698           | 1904           |                |
| PILSEN         | 1339           | 1874           | 607            | TRIEBISCH      | 699            | 2699           | 1921           |                |
| FRAUENSTEIN    | 1340           | 1874           | 608            | ESSLINGEN      | 700            | 2700           | 1911           |                |
| WIEN           | 1360           | 1875           | 609            | LOHMEN         | 701            | 2701           | 1922           |                |
| CÖLN           | 1361           | 1875           | 610            | GMUNDEN        | 702            | 2701           | 1909           |                |
| BERLIN         | 1362           | 1875           | 611            | GRATZ          | 703            | 2703           | 1909           |                |
| MULDE          | 1363           | 1875           | 612            | MILTITZ        | 704            | 2704           | 1921           |                |